# Coat of Many Colors (chanson)
Pour l’article homonyme, voir Coat of Many Colors.
Pistes de Coat of Many Colors
Traveling Man
(2)
Coat of Many Colors est une chanson de Dolly Parton, qui est souvent nommé comme sa favorite parmi celles qu'elle a écrites. 
Elle composa cette chanson en 1969, pendant une tournée qu'elle faisait avec Porter Wagoner. Elle raconte dans ses mémoires de 1994 "My Life and Other Unfinished Business" que, comme elle ne trouvait pas de papier quand elle fut inspirée pour cette  chanson, elle écrivit à l'arrière d'un reçu de pressing qu'elle trouva dans la suite de Wagoner. 
Elle enregistra Coat of Many Colors en avril 1971, et donna le même nom à l'album sur lequel la chanson figure. Le single sortit en août 1971, se plaçant rapidement à la quatrième position des meilleures ventes de singles country américains.

## Texte
La chanson raconte comment la mère de Parton a fabriqué un manteaux de couleurs pour sa fille à partir de morceaux de tissus. Le thème de la chansons est donc la pauvreté et le regard des autres. Parton ne possède plus le manteau original, mais sa mère en a réalisé une réplique qu'elle expose aujourd'hui dans le Chasing Rainbows Museum à Dollywood.

## Distinctions
La chanson a été inscrite au registre national des enregistrements (National Recording Registry) de la bibliothèque du Congrès à Washington en 2011 et a reçu le Grammy Hall of Fame Award en 2019,.

## Certifications
| Pays              | Certification | Unités certifiées |
| ----------------- | ------------- | ----------------- |
| États-Unis (RIAA) | Or            | 500 000           |

## Autres versions
Shania Twain enregistra une reprise de la chanson dans son album hommage de 2003 Just Because I'm a Woman: Songs of Dolly Parton, accompagnée par Alison Krauss et Union Station. Cette version se plaça à la 57e position au Billboard Hot Country Singles & Tracks. La chanson fut également reprise par d'autres comme par Emmylou Harris en 1976 ou Eva Cassidy dans son album posthume sorti en 2008.
En 2005, The Atlanta Journal-Constitution classa Coat of Many Colors numéro 10 sur une liste de 100 chansons du Sud.